# Лангвер
Лангвер (нід. Langweer) — село в нідерландській провінції Фрисландія. Входить до муніципалітету Фріске-Маррен. Його населення станом на 2017 рік складало 1105 осіб.

## Галерея

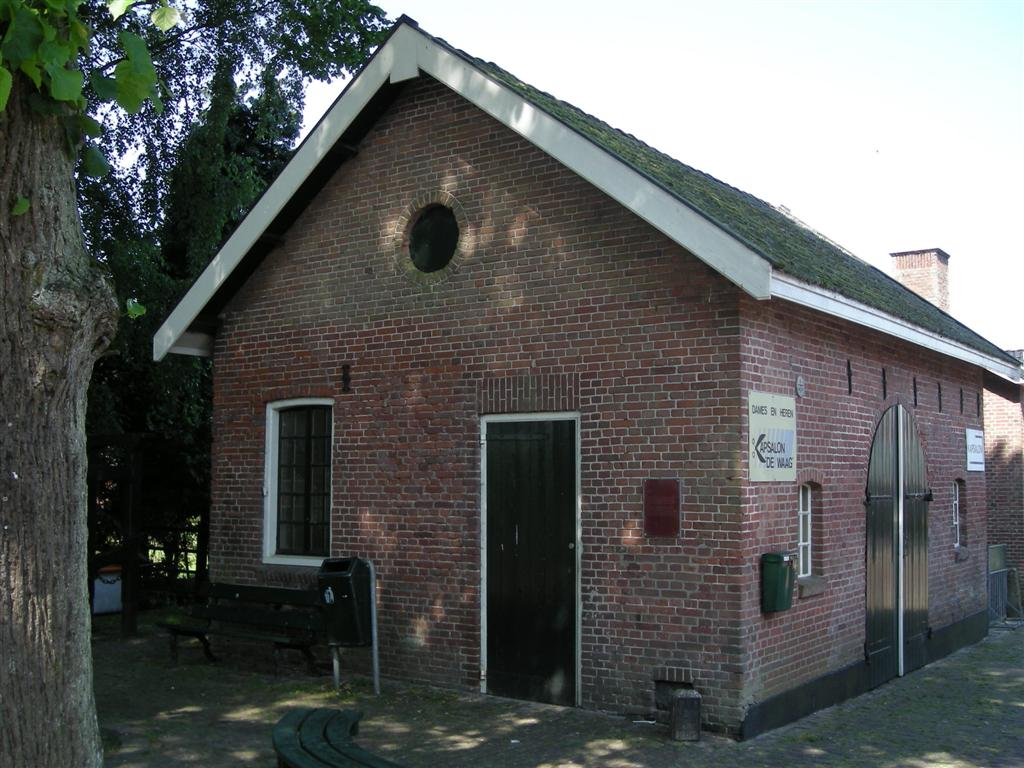
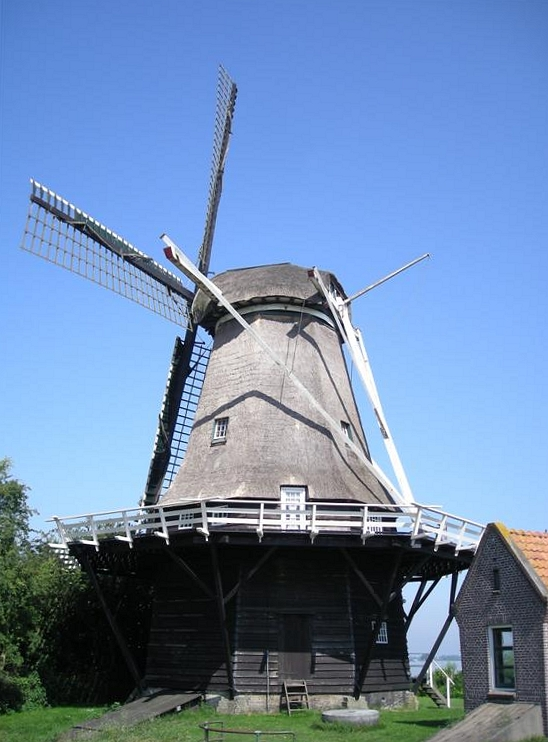
Вітряк De Sweachmermolen
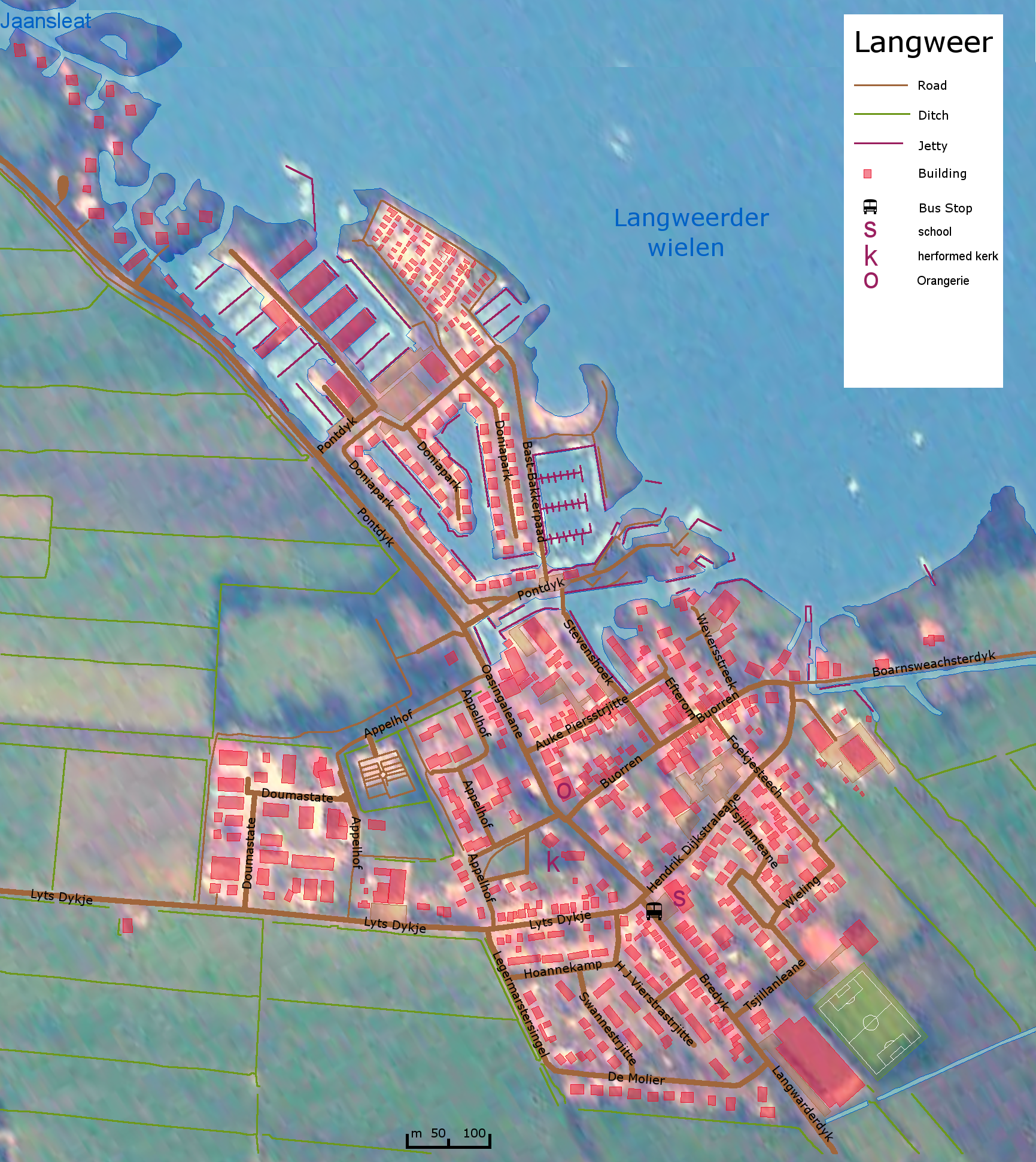
Мапа села